# Kakúyidas

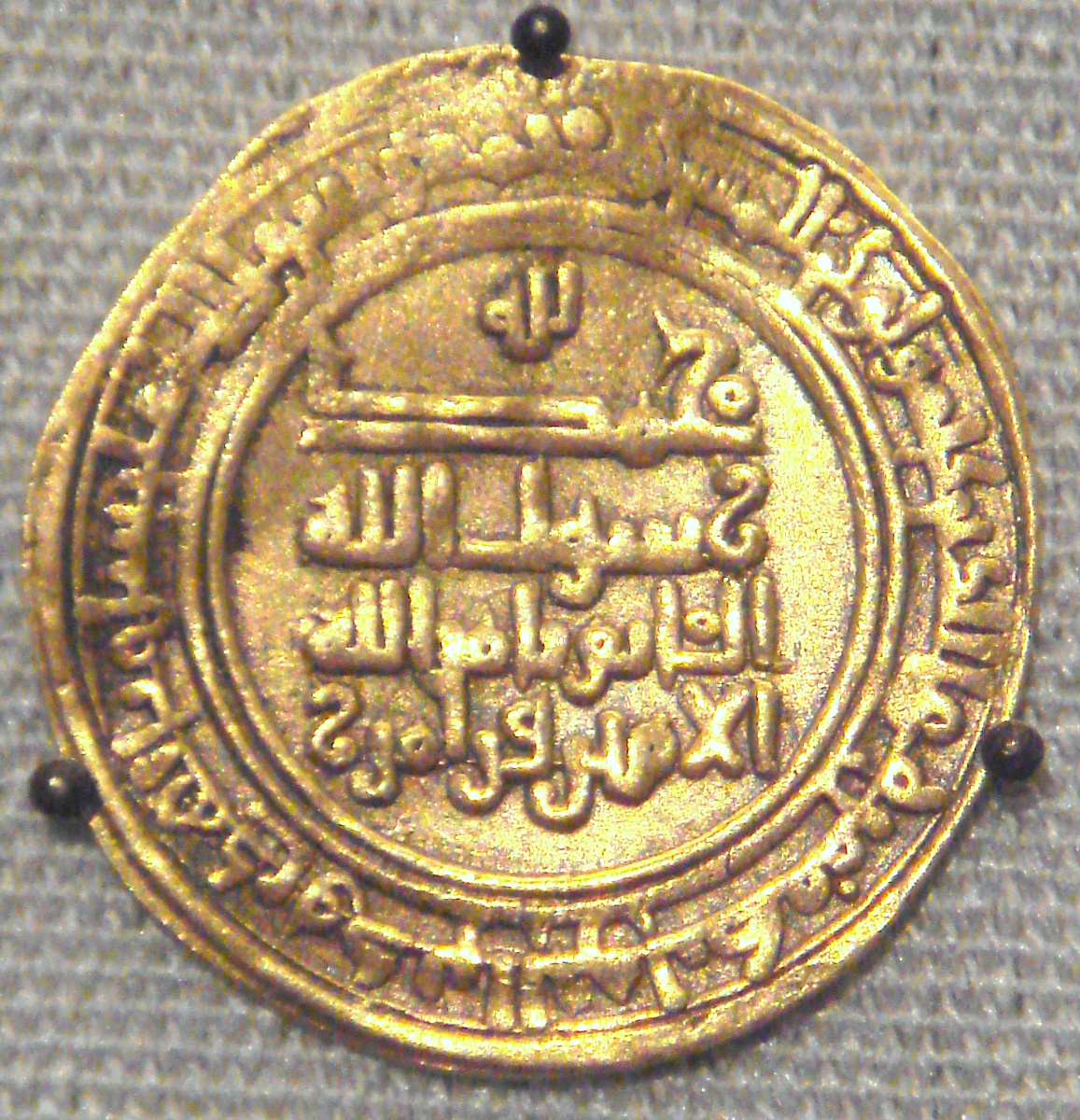
Moneda de oro del segundo emir kakúyida Faramurz acuñada en Isfahán (última línea de la inscripción central: (الأمير فرامرز) del año 1042. En la penúltima línea el califa abasí al-Qaim bi-amri 'llah (llamado القائم بأمر الله).

Los kakúyidas (también llamados kakuáyidas, kakuayes o kakuyas; en persa: آل کاکویه; en árabe: بنو كاكويه, banū kākwayah) fueron una dinastía chiita musulmana de origen dailamita que gobernaban en la Persia occidental, Jibal y Kurdistán (c. 1008 - c. 1051). Más tarde se convirtieron en atabegs (gobernadores) de Yazd, Isfahán y Abarkuh de c. 1051 a 1141 al servicio de los selyúcidas. Eran una rama de los búyidas.

## Orígenes
Los académicos afirman que los kakúyidas eran dailamitas, y descendientes de Sayyida Shirin, que era de la dinastía bavándida dailamita.

## Historia
El fundador de la dinastía kakúyida fue Ala al-Dawla Muhammad, un líder militar dailamita al servicio del emirato búyida de Jibal. Su padre, Rustam Dushmanziyar, también había servido a los búyidas y se le dieron tierras en el Alborz para protegerlos contra los gobernantes locales de la vecina región de Tabaristán. Rustam era tío de Sayyida Shirin, una princesa de la dinastía bavándida que estaba casada con el amir (gobernante) búyida Fajr al-Dawla (r. 976–980, 984–997). Debido a esta conexión, a menudo se hace referencia a Ala al-Dawla Muhammad como Ibn Kakuya o Pisar-i Kaku, que significa 'hijo del tío'. En 1008, era gobernador de la ciudad de Isfahán, un cargo que Sayyida Shirin le había asegurado. Sin embargo, un registro del historiador local de Isfahán del siglo XI, Mafarruji, sugiere que Ala al-Dawla Muhammad tenía el control de la ciudad al menos desde 1003. Con el tiempo, se independizó del control de los búyidas.
En ocasiones, Muhammad ibn Rustam Dushmanziyar actuó como aliado de los búyidas; cuando Shams al-Dawla se enfrentó a una revuelta en Hamadán, por ejemplo, recurrió a los kakúyidas en busca de ayuda. Poco después de la muerte de Shams al-Daula, fue sucedido por Sama' al-Dawla, aunque los kakúyidas invadieron y tomaron el control de Hamadán en 1023 o 1024. Luego avanzaron y tomaron Hulwán a los annázidas. El búyida Musharrif al-Dawla, que gobernó Fars e Irak, obligó a los kakúyidas a retirarse de Hulwán, pero retuvieron Hamadán. Se hizo la paz entre las dos partes y finalmente se concertó una alianza matrimonial.
Muhammad ibn Rustam Dushmanziyar fue sucedido en 1041 por su hijo Faramurz. Mientras estaba en Hamadán, otro kakúyida, Garshasp I, tomó el poder. En 1095, Garshasp II se convirtió en el nuevo emir de la dinastía kakúyida, muriendo más tarde en la batalla de Qatuán. El reinado de Faramurz fue interrumpido por los selyúcidas, quienes después de un asedio de un año a Isfahán tomaron la ciudad en 1051 o 1052. A pesar de esto, los selyúcidas le dieron a Faramurz Yazd y Abarkuh en feudo. Los kakúyidas siguieron siendo los gobernadores de estas provincias hasta mediados del siglo XII. Este período de tiempo es conocido por las construcciones de mezquitas, canales y fortificaciones.